# جائزة الملك فيصل العالمية في اللغة العربية والأدب
جائزة الملك فيصل العالمية في اللغة العربية والأدب هي إحدى أوائل الفروع التي تم إقرارها لجائزة الملك فيصل العالمية حيث تأسست سنة 1397هـ / 1977م، وتمنح للمواضيع ذات الريادة والأهمية في اللغة العربية والأدب، ويشترط فيها القيام بدراسة علمية أصيلة في موضوع الجائزة المحدد وكذلك نشرها، وأن تكون ذات فائدة للغة العربية وآدابها، كما يشترط فيها أن تحقق هدفاً أو أكثر من الأهداف الخاصة بالجائزة وفق تقدير اللجنة. كان من المقرر منح أول جائزة منها سنة 1399هـ / 1979م إلا أنها حُجبت لعدم توفر متطلبات الفوز بها في الأعمال المرشحة تلك السنة، بينما مُنحت أول جائزة منها سنة 1400هـ / 1980م، إذ كانت مشتركة بين كل من الفلسطيني إحسان عباس والمصري عبد القادر القط، وكان الموضوع حينها «الدراسات التي تناولت الشعر العربي المعاصر» وهو نفس الموضوع الذي أعلن عنه في أول نسخة من الجائزة وتم حجبها، بينما كانت كل من الأمريكية اللبنانية الأصل وداد عفيف قاضي والمصرية عائشة عبد الرحمن أول امرأتين تفوزان بهذه الجائزة حيث فازتا بالاشتراك سنة 1414هـ / 1994م وكان الموضوع حينها «الدراسات التي تناولت فنون النثر العربي القديم». حتى عام 2025م فقد فاز 57 شخصاً ومؤسسةً بجائزة الملك فيصل في اللغة العربية والأدب، منهم 43 شخصاً فازوا بالاشتراك.

## سنوات حجب فيها الجائزة
إلى عام 2025م حُجبت الجائزة 12 دورة كون الأعمال المُرشّحة لا تتوفر فيها متطلبات الفوز؛ فبعد حجبها في النسخة الأولى من الجائزة سنة 1399هـ / 1979 م، تم حجبها ثانيةً سنة 1405هـ / 1985 م وكان موضوعها «الدراسات التي تناولت الأدب العربي القديم عند العرب في تاريخه أو كتبه أو رجاله أو قضاياه»، وسنة 1407هـ / 1987 م وكان موضوعها «الدراسات التي تناولت فنون النثر الأدبي الحديث»، وسنة 1413هـ / 1993 م وكان موضوعها «المسرحية المؤلفة باللغة العربية الفصحى شعراً أو نثراً»، بعدها حُجبت لسنتين على التوالي؛ سنة 1417هـ / 1997 م وكان موضوعها «الدراسات التي تناولت الرواية العربية الحديثة» وسنة 1418هـ / 1998 م وكان موضوعها «السيرة الذاتية عند الأدباء العرب المعاصرين»، لاحقاً حُجبت سنة 1423هـ / 2003 م وكان موضوعها «الدراسات التي عنيت بتعريف المصطلحات الأدبية والنقدية».
سنة 1425هـ / 2005 م وكان موضوعها «الدراسات التي تناولت النثر العربي في القرنين الرابع والخامس الهجريين في فنونه وأعلامه وكتبه»، وسنة 1432هـ / 2011 م وكان موضوعها «الدراسات التي عُنيت باتجاهات التجديد في الشعر العربي إلى نهاية القرن السابع الهجري»، وكذلك سنة 1436هـ / 2015 م والتي كان موضوعها «الجهود المبذولة في تعريب الأعمال العلمية والطبية».
حجبت الجائزة في سنة 1445هـ / 2024م وكان موضوعها «جهود المؤسسات خارج الوطن العربي في نشر اللغة العربية»، ثم حجبت للسنة الثانية على التوالي سنة 1446هـ / 2025م وموضوعها «الدراسات التي تناولت الهوية في الأدب العربي».

## القائمة
| السنة           | الفائز                      | الصورة             | الدولة                    | الموضوع                                                                      | مرجع               |
| --------------- | --------------------------- | ------------------ | ------------------------- | ---------------------------------------------------------------------------- | ------------------ |
| 1399هـ / 1979 م | لم تمنح الجائزة[أ]          | لم تمنح الجائزة[أ] | لم تمنح الجائزة[أ]        | لم تمنح الجائزة[أ]                                                           | لم تمنح الجائزة[أ] |
| 1400هـ / 1980 م | إحسان عباس                  |                    | فلسطين                    | الدراسات التي تناولت الشعر العربي المعاصر.                                   | [ 2 ]              |
| 1400هـ / 1980 م | عبد القادر القط             |                    | مصر                       | الدراسات التي تناولت الشعر العربي المعاصر.                                   | [ 3 ]              |
| 1401هـ / 1981 م | عبد السلام هارون            |                    | مصر                       | المؤلفات والدواوين في القرنين الثاني والثالث الهجريين.                       | [ 9 ]              |
| 1402هـ / 1982 م | ناصر الدين الأسد            |                    | الأردن                    | الدراسات التي تناولت الأدب العربي قبل الإسلام وحتى نهاية القرن الأول الهجري. | [ 10 ]             |
| 1403هـ / 1983 م | شوقي ضيف                    |                    | مصر                       | الدراسات التي تناولت الأدب العربي في القرنين الثاني والثالث الهجريين.        | [ 11 ]             |
| 1404هـ / 1984 م | محمود محمد شاكر             |                    | مصر                       | الدراسات التي تناولت الأدب العربي في القرن الرابع الهجري.                    | [ 12 ]             |
| 1405هـ / 1985 م | لم تمنح الجائزة[ب]          | لم تمنح الجائزة[ب] | لم تمنح الجائزة[ب]        | لم تمنح الجائزة[ب]                                                           | لم تمنح الجائزة[ب] |
| 1406هـ / 1986 م | محمد بهجة الأثري            |                    | العراق                    | الدراسات التي تناولت الأدب العربي في القرنين الخامس والسادس الهجريين.        | [ 13 ]             |
| 1407هـ / 1987 م | لم تمنح الجائزة[ت]          | لم تمنح الجائزة[ت] | لم تمنح الجائزة[ت]        | لم تمنح الجائزة[ت]                                                           | لم تمنح الجائزة[ت] |
| 1408هـ / 1988 م | محمد بن شريفة               |                    | المغرب                    | الدراسات التي تناولت الأدب العربي في الأندلس.                                | [ 14 ]             |
| 1408هـ / 1988 م | محمود علي مكي               |                    | مصر                       | الدراسات التي تناولت الأدب العربي في الأندلس.                                | [ 15 ]             |
| 1409هـ / 1989 م | يوسف عبد القادر خليف        |                    | مصر                       | الدراسات التي تناولت الشخصيات الأدبية حتى نهاية القرن الثالث الهجري.         | [ 16 ]             |
| 1409هـ / 1989 م | شاكر الفحام                 |                    | سوريا                     | الدراسات التي تناولت الشخصيات الأدبية حتى نهاية القرن الثالث الهجري.         | [ 17 ]             |
| 1410هـ / 1990 م | يحيى حقي                    |                    | مصر                       | القصة القصيرة.                                                               | [ 18 ]             |
| 1411هـ / 1991 م | عبد التواب يوسف             |                    | مصر                       | أدب الأطفال.                                                                 | [ 19 ]             |
| 1411هـ / 1991 م | أحمد محمود نجيب             |                    | مصر                       | أدب الأطفال.                                                                 | [ 20 ]             |
| 1411هـ / 1991 م | علي عبد القادر الصقلي       |                    | المغرب                    | أدب الأطفال.                                                                 | [ 21 ]             |
| 1412هـ / 1992 م | محمد يوسف نجم               |                    | فلسطين · لبنان            | ترجمات الدراسات الأدبية والنقدية.                                            | [ 22 ]             |
| 1412هـ / 1992 م | عبد الفتاح شكري عيّاد        |                    | مصر                       | ترجمات الدراسات الأدبية والنقدية.                                            | [ 23 ]             |
| 1412هـ / 1992 م | محمد مصطفى بدوي             |                    | مصر · المملكة المتحدة     | ترجمات الدراسات الأدبية والنقدية.                                            | [ 24 ]             |
| 1413هـ / 1993 م | لم تمنح الجائزة[ث]          | لم تمنح الجائزة[ث] | لم تمنح الجائزة[ث]        | لم تمنح الجائزة[ث]                                                           | لم تمنح الجائزة[ث] |
| 1414هـ / 1994 م | وداد عفيف قاضي              |                    | لبنان · الولايات المتحدة  | الدراسات التي تناولت فنون النثر العربي القديم.                               | [ 25 ]             |
| 1414هـ / 1994 م | عائشة عبد الرحمن            |                    | مصر                       | الدراسات التي تناولت فنون النثر العربي القديم.                               | [ 26 ]             |
| 1415هـ / 1995 م | سلمى الحفار الكزبري         |                    | سوريا                     | الدراسات التي تناولت أعلام الأدب العربي الحديث.                              | [ 27 ]             |
| 1415هـ / 1995 م | محمد أبو الأنوار            |                    | مصر                       | الدراسات التي تناولت أعلام الأدب العربي الحديث.                              | [ 28 ]             |
| 1415هـ / 1995 م | حمدي سيد السكّوت             |                    | مصر                       | الدراسات التي تناولت أعلام الأدب العربي الحديث.                              | [ 29 ]             |
| 1416هـ / 1996 م | حمد الجاسر                  |                    | السعودية                  | أدب الرحلات في التراث العربي تحقيقاً أو دراسة.                                | [ 30 ]             |
| 1417هـ / 1997 م | لم تمنح الجائزة[ج]          | لم تمنح الجائزة[ج] | لم تمنح الجائزة[ج]        | لم تمنح الجائزة[ج]                                                           | لم تمنح الجائزة[ج] |
| 1418هـ / 1998 م | لم تمنح الجائزة[ح]          | لم تمنح الجائزة[ح] | لم تمنح الجائزة[ح]        | لم تمنح الجائزة[ح]                                                           | لم تمنح الجائزة[ح] |
| 1419هـ / 1999 م | سعيد علوش                   |                    | المغرب                    | الدراسات المقارنة بين الأدب العربي والآداب الأخرى.                           | [ 31 ]             |
| 1419هـ / 1999 م | مكارم الغمري                |                    | مصر                       | الدراسات المقارنة بين الأدب العربي والآداب الأخرى.                           | [ 32 ]             |
| 1421هـ / 2000 م | عز الدين إسماعيل            |                    | مصر                       | الدراسات التي تناولت النقد الأدبي القديم عند العرب.                          | [ 33 ]             |
| 1421هـ / 2000 م | عبد الله الطيب              |                    | السودان                   | الدراسات التي تناولت النقد الأدبي القديم عند العرب.                          | [ 34 ]             |
| 1421هـ / 2001 م | منصور إبراهيم الحازمي       |                    | السعودية                  | الدراسات التي تناولت أعلام الأدب العربي الحديث.                              | [ 35 ]             |
| 1421هـ / 2001 م | إبراهيم السعافين            |                    | الأردن                    | الدراسات التي تناولت أعلام الأدب العربي الحديث.                              | [ 36 ]             |
| 1422هـ / 2002 م | حسني محمود حسين             |                    | فلسطين                    | الأدب الفلسطيني الحديث في تاريخه أو كتبه أو رجاله.                           | [ 37 ]             |
| 1422هـ / 2002 م | حسام الخطيب                 |                    | سوريا                     | الأدب الفلسطيني الحديث في تاريخه أو كتبه أو رجاله.                           | [ 38 ]             |
| 1423هـ / 2003 م | لم تمنح الجائزة[خ]          | لم تمنح الجائزة[خ] | لم تمنح الجائزة[خ]        | لم تمنح الجائزة[خ]                                                           | لم تمنح الجائزة[خ] |
| 1425هـ / 2004 م | حسين نصار                   |                    | مصر                       | الدراسات التي تناولت التدوين اللغوي إلى نهاية القرن الخامس عشر الهجري.       | [ 39 ]             |
| 1425هـ / 2005 م | لم تمنح الجائزة[د]          | لم تمنح الجائزة[د] | لم تمنح الجائزة[د]        | لم تمنح الجائزة[د]                                                           | لم تمنح الجائزة[د] |
| 1427هـ / 2006 م | عبد القادر الفاسي الفهري    |                    | المغرب                    | اللغة العربية في الدراسات اللغوية الحديثة.                                   | [ 40 ]             |
| 1427هـ / 2006 م | تمام حسان                   |                    | مصر                       | اللغة العربية في الدراسات اللغوية الحديثة.                                   | [ 41 ]             |
| 1428هـ / 2007 م | مصطفى عبده ناصف             |                    | مصر                       | الدراسات التي تناولت البلاغة العربية القديمة في موضوعاتها وأعلامها وكتبها.   | [ 42 ]             |
| 1428هـ / 2007 م | محمد عبد الله العمري        |                    | المغرب                    | الدراسات التي تناولت البلاغة العربية القديمة في موضوعاتها وأعلامها وكتبها.   | [ 43 ]             |
| 1429هـ / 2008 م | محمد رشاد الحمزاوي          |                    | تونس                      | قضايا المصطلحية في اللغة العربية.                                            | [ 44 ]             |
| 1429هـ / 2008 م | أحمد مطلوب الناصري          |                    | العراق                    | قضايا المصطلحية في اللغة العربية.                                            | [ 45 ]             |
| 1430هـ / 2009 م | عبد العزیز المانع           |                    | السعودية                  | تحقيق المؤلفات الأدبية الشعرية والنثرية المصنّفة.                             | [ 46 ]             |
| 1431هـ / 2010 م | رمزي البعلبكي               |                    | لبنان                     | الدراسات التي عنيت بالفكر النحوي عند العرب.                                  | [ 47 ]             |
| 1431هـ / 2010 م | عبد الرحمن الحاج صالح       |                    | الجزائر                   | الدراسات التي عنيت بالفكر النحوي عند العرب.                                  | [ 48 ]             |
| 1432هـ / 2011 م | لم تمنح الجائزة[ذ]          | لم تمنح الجائزة[ذ] | لم تمنح الجائزة[ذ]        | لم تمنح الجائزة[ذ]                                                           | لم تمنح الجائزة[ذ] |
| 1433هـ / 2012 م | نبيل علي                    |                    | مصر                       | جهود الأفراد أو المؤسسات في مجال المعالجة الحاسوبية للّغة العربية.            | [ 49 ]             |
| 1433هـ / 2012 م | علي حلمي موسى               |                    | مصر                       | جهود الأفراد أو المؤسسات في مجال المعالجة الحاسوبية للّغة العربية.            | [ 50 ]             |
| 1434هـ / 2013 م | مجمع اللغة العربية بالقاهرة |                    | مصر                       | الجهود المبذولة من المؤسسات العلمية أو الأفراد في تأليف المعاجم العربية.     | [ 51 ]             |
| 1435هـ / 2014 م | عبد الله إبراهيم            |                    | العراق                    | الدراسات التي تناولت الرواية العربية الحديثة.                                | [ 52 ]             |
| 1436هـ / 2015 م | لم تمنح الجائزة[ر]          | لم تمنح الجائزة[ر] | لم تمنح الجائزة[ر]        | لم تمنح الجائزة[ر]                                                           | لم تمنح الجائزة[ر] |
| 1437هـ / 2016 م | محمد عبد المطلب مصطفى       |                    | مصر                       | الجهود التي بذلت في تحليل النص الشعري العربي.                                | [ 53 ]             |
| 1437هـ / 2016 م | محمد الغزواني مفتاح         |                    | المغرب                    | الجهود التي بذلت في تحليل النص الشعري العربي.                                | [ 54 ]             |
| 1438هـ / 2017 م | مجمع اللغة العربية الأردني  |                    | الأردن                    | جهود الأفراد أو المؤسسات في تعريب العلوم والتقنيات نقلاً وبحثاً وتعليماً.       | [ 55 ]             |
| 1439هـ / 2018 م | شكري المبخوت                |                    | تونس                      | الدراسات التي تناولت السيرة الذاتية في الأدب العربي.                         | [ 56 ]             |
| 1440هـ / 2019م  | عبدالعالي ودغيري            |                    | المغرب                    | اللغة العربية وتحديات العصر                                                  | [ 57 ]             |
| 1440هـ / 2019م  | محمود فهمي حجازي            |                    | مصر                       | اللغة العربية وتحديات العصر                                                  | [ 57 ]             |
| 1441هـ / 2020 م | مايكل ج. كارتر              |                    | أستراليا                  | الدراسات اللغوية العربية باللغات الأخرى.                                     | [ 58 ]             |
| 1442هـ / 2021 م | محمد مشبال                  |                    | المغرب                    | البلاغة الجديدة.                                                             | [ 59 ]             |
| 1443هـ / 2022 م | محسن جاسم الموسوي           |                    | العراق · الولايات المتحدة | دراسات الأدب العربي باللغة الإنجليزية.                                       | [ 60 ]             |
| 1443هـ / 2022 م | سوزان ستيتكيفيتش            |                    | الولايات المتحدة          | دراسات الأدب العربي باللغة الإنجليزية.                                       | [ 61 ]             |
| 1444هـ / 2023 م | عبد الفتاح كيليطو           |                    | المغرب                    | السرد العربي القديم والنظريات الحديثة.                                       | [ 62 ]             |
| 1445هـ / 2024م  | لم تمنح الجائزة[ز]          | لم تمنح الجائزة[ز] | لم تمنح الجائزة[ز]        | لم تمنح الجائزة[ز]                                                           | لم تمنح الجائزة[ز] |
| 1446هـ / 2025م  | لم تمنح الجائزة[س]          | لم تمنح الجائزة[س] | لم تمنح الجائزة[س]        | لم تمنح الجائزة[س]                                                           | لم تمنح الجائزة[س] |